# Розбицький Віктор Чеславович
Віктор Чеславович Розбицький (нар. 5 січня 1978) — український волейболіст, дворазовий дефлімпійський чемпіон (1997, 2005) та дворазовий срібний призер (2001, 2009).

## Життєпис

### Дефлімпійські ігри 2009
Літні Дефлімпійські ігри 2009 відбувались у Тайбеї. У рамках ігор пройшов турнір з волейболу, на якому чоловіча збірна команда України виборола срібло Дефлімпіади, поступившись у фіналі команді з Росії.